# 斯米基夫卡
50°27′16″N 28°57′13″E / 50.45444°N 28.95361°E
斯米基夫卡（烏克蘭語：Смиківка）是烏克蘭北部的村莊，隸屬日托米爾州的日托米爾區。該村始建於1921年，面積0.37平方公里，海拔高度195米，2001年人口38，人口密度每平方公里102.98人。